# Kerbach
Kerbach é uma comuna francesa na região administrativa de Grande Leste, no departamento de Mosela. Estende-se por uma área de 4,45 km². Em 2010 a comuna tinha 1 222 habitantes (densidade: 274,6 hab./km²).